# The Doors (album)
The Doors is het debuutalbum van de gelijknamige Amerikaanse rockband The Doors. Op dit album staat hun doorbraaksingle Light my fire en het lange nummer The end, dat gebaseerd is op een Oedipuscomplex.

## Achtergrond
The Doors was een Amerikaanse band uit de jaren 1965-1973, die rockmuziek maakte met psychedelische melodieën en poëtische teksten. De naam is ontleend aan een citaat uit het boek The doors of perception (De deuren der waarneming) van Aldous Huxley uit 1954: "There are things known and there are things unknown, and in between are the doors of perception". 
De muziek van The Doors bevat elementen van blues, rock, jazz en psychedelische rock en de teksten zijn vaak provocerend en compromisloos. De band had geen vaste bassist. Toetsenspeler Ray Manzarek speelde soms de baslijn van het nummer met zijn linkerhand, terwijl hij de andere keyboardpartijen speelde met zijn rechterhand. Op sommige andere nummers speelde gitarist Robbie Krieger later de baspartij in en voor enkele nummers werd een basgitarist aangetrokken. 
Light my fire duurt op het album 7:06 minuten. Om het nummer geschikt te maken voor de radio, is het ingekort tot 2:54 minuten. The end gaat over de relatie van een zoon met zijn ouders. Hij zingt onder meer Father I want to kill you, mother I want to fuck you. Alabama Song werd geschreven door de Duitse dichter, toneelschrijver en regisseur Bertolt Brecht en de Duits-Amerikaanse componist Kurt Weill in 1927, voor hun opera Aufstieg und Fall der Stadt Mahagonny. Het bluesnummer Back Door Man is geschreven door Willie Dixon en oorspronkelijk opgenomen door Howlin' Wolf (ware naam Chester Burnett).

## Tracklist
| Nr. | Titel                                                 | Duur |
| --- | ----------------------------------------------------- | ---- |
| 1.  | Break On Through (To the Other Side)                  | 2:25 |
| 2.  | Soul Kitchen                                          | 3:30 |
| 3.  | The Crystal Ship                                      | 2:30 |
| 4.  | Twentieth Century Fox                                 | 2:30 |
| 5.  | Alabama Song (Whiskey Bar) (Bertol Brecht/Kurt Weill) | 3:15 |
| 6.  | Light My Fire                                         | 6:30 |

| Nr. | Titel                           | Duur  |
| --- | ------------------------------- | ----- |
| 1.  | Back Door Man (Chester Burnett) | 3:30  |
| 2.  | I Looked at You                 | 2:18  |
| 3.  | End of the Night                | 2:49  |
| 4.  | Take it as it Comes             | 2:13  |
| 5.  | The End                         | 11:35 |

## Medewerkers

### The Doors
- Jim Morrison-zang
- Ray Manzarek-orgel, piano marxofoon, achtergrondzang
- Robby Krieger-elektrische gitaar, basgitaar, achtergrondzang
- John Densmore-drumstel, percussie, achtergrondzang

### Gastmuzikant
Larry Knechtel speelt basgitaar op Twentieth century fox, Light my fire, I looked at you en Take it as it comes. Hij is een Amerikaanse studiomuzikant, die onder meer heeft gespeeld met Elvis Presley, The Beach Boys, Elvis Costello en Billy Joel.

## Productie
Het album werd opgenomen door producer Paul A. Rothchild, die de eerste vijf Doors-albums produceerde (alleen L.A. Woman niet). Hij werkte verder aan albums en singles voor uiteenlopende artiesten en bands als Janis Joplin, John Sebastian, Joni Mitchell, Neil Young, The Lovin' Spoonful, Tim Buckley. Geluidstechnicus was Bruce Botnick en het album is gemasterd door Doug Sax. Het album werd opgenomen in de Sunset Sound Studios in Hollywood, Californië in augustus en september 1966 en uitgebracht op 4 januari 1967.

## Waardering
Dit album is door de site AllMusic en het tijdschrift Rolling Stone gewaardeerd met vijf sterren (het maximum). In de 500 Greatest Albums All Time van Rolling Stone (uit 2012) staat deze plaat op #42.
Het album werd een grote hit in de Verenigde Staten, met drie weken achter elkaar op nummer één van de Billboard-singleshitlijst. In Canada bereikte het album #2 en in Nederland #25. In Ierland bereikte het een eerste plek en in het Verenigd Koninkrijk #49.
Jim Morrison · Robby Krieger · Ray Manzarek · John Densmore